# タイブレーク
- タイブレイク

タイブレーク (tie break、TB) は、スポーツ試合などに関して使われる用語で、「同数均衡 (tie) を破る (break)」ことから派生して、以下の二つの場合に用いられる特別なルールや手順のことを指す。
1. 試合のタイブレークは同点の試合に早く決着をつける
2. リーグ戦のタイブレークはリーグ戦結果で同順位の選手/チームに順位をつける

その具体的な内容は競技種目によってさまざまである。区切りとなる点数より1点少ない同点の場合も一時的にルールが変更される競技もあるが、それはデュースと呼ばれタイブレークとは目的が違い、決着を引き延ばす効果がある。
本来、議会などで賛否同数の場合、議長がどちらかに1票を投じる議長決裁を「同数均衡 (tie) を破る (break)」と表現したことから派生した言葉である。

## テニス
テニスでは試合のタイブレークがある。両者のゲームカウントが本来取るべきスコア（6対6）になった場合に行う。そのセットの最初にサーブを行った者からサーブをする。
- 最初にサーブを打つ者はデュースサイド[注 1]から1本で、2人目からはアドサイド[注 2]、デュースサイドという順番で2本打つ。
- どちらかが7ポイントを取った時点で終了し、勝者がそのセットを獲得する。ただしポイントが6対6になった場合はその後、2ポイント差がつくまで続けられる。両者のポイントが6の倍数になったときにチェンジエンドを行う。

国際テニス殿堂の設立者としても知られるアメリカのジェームズ・ヴァン・アレン（James Van Alen）が試合時間短縮のために1965年に考案し、1971年のウィンブルドン選手権で初めて導入された。この時には最終セット以外のセットでゲームカウントが8-8となった後に行うというルールであり、1979年にゲームカウント6-6の後に行うというルールに変更された。

### 最終セットにおけるタイブレーク

#### グランドスラム大会
グランドスラム大会（4大大会）のうち全仏オープンの最終セットはタイブレークを採用せず、2ゲームの差がつくまで試合は行われる。全米オープンでは、1975年から最終セットのゲームカウントが6-6の場合7ポイント先取のタイブレークに入るルールとなっている。全豪オープンは2019年から最終セットに10ポイント先取のタイブレークを導入。ウィンブルドン選手権でも2019年から最終セットのゲームカウントが12-12となった場合、7ポイント先取のタイブレークに入るルールが導入された。
2022年3月、グランドスラム委員会はルールの一貫性を高めるため、同年の全仏オープン以降すべてのグランドスラム大会の最終セットにおいて10ポイント先取のタイブレークを試験的に導入すると発表した。

#### その他の国際大会
デビスカップ、ビリー・ジーン・キング・カップについてもかつては最終セットにタイブレークを採用していなかったが、現在ではすべてのセットでタイブレークを採用している。

## ソフトボール
ソフトボールでは試合のタイブレークがある。7回終了時点で同点の場合、継続打順制（7回の攻撃終了時の最終打者の次の打者から開始）で無死二塁から試合再開する（走者は前イニングの最終打者）。なお、走者が出るため完全試合の記録は途切れるが、ノーヒットノーランの記録は継続される。この走者は投手の自責点にカウントされない。
JDリーグ（2022年）では特別ルールとして、「7回終了時同点の場合の延長8回は上述のルール、8回終了時同点の場合の延長9回は、一死二・三塁から試合を行う。レギュラーシーズンについては9回を終えて同点の場合は引き分け」とするタイブレークのルールが設けられている。

## 野球

### 国際試合
国際試合では試合のタイブレークがある。かつて延長戦は均衡が破れるまで続けることとされていたが、オリンピックにおける野球競技の復活を目指す世界野球ソフトボール連盟 (WBSC) が、野球のショーアップを目的として、2008年の北京オリンピックからWBSC主催の国際大会で採用した。
WBSC主催大会では延長11回から適用され、無死一・二塁から攻撃を始める。打者は任意打順で、11回の延長に入る前に、監督は球審に希望する打順を告げる。一塁走者は前位の打順の者、二塁走者は一塁走者の前位の打順の者とする。12回以降は11回からの継続打順とし、同様の方式で2人の走者を置く。
ワールド・ベースボール・クラシックにおいても、第2回大会（2009年）から採用。延長13回からの継続打順制とし、前の回の最後の打者とその前の打者を一・二塁に置き、無死一・二塁から打順を変えずにプレーを開始。決着がつくまで行う。第4回大会（2017年）はこれを延長11回からとした。第5回大会（2023年）は、延長10回無死二塁からに変更されている（打順は従前と同じ）。また、大会により失点数や得失点差など、リーグ戦のタイブレークも行われる。
WBSCプレミア12では第1回・2015年から延長10回以後のイニングで採用している（打者・走者のルールは他のWBSC主催大会と同様）。
2021年に開催された東京オリンピックではプレミア12と同じ方式で採用された。
21U野球ワールドカップにおいては、第1回（2014年）より採用している。こちらは延長10回から適用し、10回は任意打順、11回からは前回の継続打順とし、無死一・二塁から再開、決着が着くまで延長無制限で行う。

### プロ野球

#### メジャーリーグベースボール
メジャーリーグベースボール (MLB) の公式戦は原則として引き分けが存在せず、延長イニング無制限で行っていた。2020年のレギュラーシーズンでは、新型コロナウイルス感染防止対策の特別ルールとして、延長イニングを試合のタイブレーク（無死二塁から開始する）方式で実施した。打者は前イニングからの継続打順とし、二塁走者には前位の打順の者（またはその代走者）が立つが、前位の打順が投手の場合、さらにその前の打順の者とすることができる。以降のレギュラーシーズンも継続して同ルールが施行され、2023年には延長タイブレークを恒久的なルールとすることが決定した。ただし、このルールはポストシーズンには適用されない。
また、レギュラーシーズン終了時点で複数チームが同じ勝率で並んだ場合に、優勝チームやワイルドカードチームやシード順を決めるために、あらかじめリーグ戦のタイブレークのルールが定められている。

#### マイナーリーグベースボール
マイナーリーグベースボール (MiLB) では、MLBに先駆けて2018年からMLBが導入した方式と同一のルールで試合のタイブレークが実施されている。

#### 日本

##### NPB
NPB公式戦では、2025年までは一軍・二軍のいずれも試合のタイブレークは採用されていない。
リーグ戦の勝率が同値であった複数のチームの順位を決めるために、リーグ戦のタイブレークルールが用いられる。
2024年現在、セントラル・リーグは以下の順で上位チームを決定する。
1. 勝利数が多い球団
2. 同率で並んだ球団間の対戦勝率が高い球団
3. 交流戦を除いたリーグ戦の勝率が高い球団
4. 前年度順位が上位の球団

パシフィック・リーグは以下の順で決定する。
1. 同率で並んだ球団間の対戦勝率が高い球団
2. 交流戦を除いたリーグ戦の勝率が高い球団
3. 前年度順位が上位の球団

二軍の日本シリーズにあたるファーム日本選手権では前年の2020年から2年間、延長10回終了時に同点の場合には11回以降、決着がつくまで毎回継続打順で無死一・二塁から始める試合のタイブレークのルールを採用していたが、実施には至っていない。
また、プロ野球の二軍のチームなどが社会人野球の大会に参加した際に、試合のタイブレークを戦った例がある（2008年JABA日立市長杯争奪大会準決勝の東京ヤクルトスワローズ二軍vs日本通運など）。
2025年度から、試合のタイブレークが二軍公式戦で試験導入される事となった。延長戦に入った延長10回以降、（1）無死一、二塁（2）無死二塁の2パターンで、ウエスタン・リーグとイースタン・リーグで別パターンで行い、フレッシュオールスターゲーム後に入れ替えて実施される。

###### 2021年の日本シリーズ
2021年の日本シリーズは第7戦が11月28日に予定されていたことから、11月一杯まで（支配下選手への参稼報酬期間内）に決着させるため、引き分けや雨天中止などのため11月30日時点で両チームの勝利数が同じだった場合には変則的なタイブレークで優勝チームを決するというルールが設けられていた。これは、11月29日時点でどちらのチームもシリーズ優勝に必要な4勝に満たず、かつ両チームの勝利差が1となっている状況から30日の試合で勝利数が並んだ場合に想定されており、30日の試合終了後に20分のインターバルを挟んで以下のルールで行われることとなっていた。
- 新たに出場選手登録、打順表を提出する。
- 先攻・後攻は直前に行っていた11月30日の試合と同じ。
- DHルールを採用。
- 無死一・二塁からスタート。
- 回数無制限、勝負が決した時点で終了。

なお、タイブレークでの成績はシリーズでの表彰選手選考の対象となるが、個人通算成績などには加算されず参考記録扱いとされていた。実際には11月27日の第6戦で優勝チームが決したため、タイブレークの実施には至っていない。

##### 独立リーグ
関西独立リーグでは、「BASEBALL FIRST LEAGUE」として発足した2014年以来、年間優勝を決めるリーグチャンピオンシップに限定して試合のタイブレークが導入されている（ただし、適用例はまだなく、2020年度からはチャンピオンシップを実施していない）。
2021年に開幕した九州アジアリーグは、公式戦でタイブレーク制度（一死満塁で開始）を採用した。2021年5月4日の火の国サラマンダーズ対大分B-リングス戦が初の適用事例となった（延長11回で大分が勝利）。2023年に延長イニングを最大12回から10回に短縮し、2024年には開始時の設定が無死一・二塁に変更された。
ベースボール・チャレンジ・リーグ（ルートインBCリーグ）は、2022年のシーズンに、北地区の地区のチーム同士の公式戦および北地区の地区チャンピオンシップに限ってタイブレーク制を採用した。タイブレーク開始時のアウトカウントと走者は
1. 無死二塁
2. 一死一・三塁
3. 一死二・三塁

のいずれか1つをホームチームが選択する形で、タイブレークイニングでの成績は参考記録として個人成績に含めない。同年4月17日に行われた群馬ダイヤモンドペガサス対福島レッドホープス戦が初の適用事例となった（無死二塁で開始し、10回裏に群馬がサヨナラ勝ち）。2023年シーズンはリーグ全体での実施となるが、開始時のシチュエーションは無死二塁に限定されている。一方、タイブレークイニングの成績を個人成績に反映する形に変更された。
2022年開始の北海道フロンティアリーグは、初年度にリーグチャンピオンシップに限ってタイブレーク（一死満塁から1イニング）を導入した後、2023年は公式戦でタイブレーク（二死満塁から1イニング）を実施する。公式戦だけではなく、リーグチャンピオンシップにも採用された。
2023年開始のベイサイドリーグは、9回裏終了時同点の場合に最大12回までタイブレーク（無死二塁で開始）を導入している。
四国アイランドリーグplusは、リーグチャンピオンシップ（前期と後期の優勝チームが対戦）に限り、最大15回まで（無死一・二塁で開始）のタイブレークを2024年に導入した。

#### その他の国・地域
KBOリーグでは2010年オープン戦に限り、世界のプロリーグ（独立リーグを含む）を通して初めて試合のタイブレークを実施したが、それ以後は公式戦・オープン戦を含め実施していない。

### 日本のアマチュア野球

#### 社会人野球
日本では、社会人野球の公式戦（都市対抗野球大会等）で2003年から試合のタイブレークが採用されている。細かな要件の変更が加えられてきた。適用条件や運用は以下のとおりであった。
- 2003年から2008年まで（準決勝と決勝を除く）

適用条件　延長13回以降で、かつ試合開始から4時間を超えた場合に適用される。延長13回以降であっても試合時間が4時間未満であった場合や、試合時間が4時間を超えても延長回が13回未満であった場合は、通常どおりのイニングで試合を行う。
運用　一死満塁から試合を行う。打者は、前イニングからの継続打順とし、一塁走者は前位の打順の者、二塁走者は一塁走者の前位の打順の者、三塁走者は二塁走者の前位の打順の者とする。代打、代走を起用してもよいが、通常のルールと同様、代打、代走を送られた選手は退いた形となり、代打者、代走者が打順を引き継ぐ。
- 2009年から2010年まで（準決勝と決勝を除く）

適用条件　延長11回以降、試合時間の長短に関係なく適用。
運用　変更なし。
- 2011年から2017年まで

適用条件　延長12回以降、試合時間の長短に関係なく適用。なお、準決勝と決勝については、延長12回以降でなおかつ試合開始から5時間を超えた場合に適用される（2016年から）。
運用　一死満塁から試合を行う。12回の攻撃前に監督が攻撃開始打者を指定する（11回の攻撃終了時の打者が誰であっても関係なし）。一塁走者は打者の前位の者、二塁走者は一塁走者の前位の者、三塁走者は二塁走者の前位の者とする。代打、代走を起用してもよいが、通常のルールと同様、代打・代走を送られた選手は退いた形となり、代打者・代走者が打順を引き継ぐ。なお、13回以降は12回の攻撃終了時の打順を継続して運用する。
- 2018年と2019年

適用条件　延長12回以降、試合時間の長短に関係なく適用。なお、準決勝と決勝については、延長12回以降でなおかつ試合開始から5時間を超えた場合に適用される。
運用　無死一・二塁から試合を行う。11回の攻撃終了時の打順を継続して運用する。
- 2020年と2021年 - 新型コロナウイルスの感染拡大防止を目的に、下記の適用条件と運用で実施された。

適用条件　延長10回以降、準決勝までは試合時間の長短に関係なく適用。なお、決勝については、試合開始から4時間を超えた場合にそのイニング完了の次のイニングから適用される。
運用　一死満塁から試合を行う。10回の攻撃前に監督が攻撃開始打者を指定し、11回以降は10回の攻撃終了時の打順を継続して運用する。
- 2022年以降

適用条件　延長10回以降、決勝を含めて試合時間の長短に関係なく適用。
運用　無死一・二塁から試合を行う。9回の攻撃終了時の打順を継続して運用する。
社会人野球では2大大会のみならず地区連盟主催大会でも適用されているが、上記のような厳格な要件ではなく、延長戦に入った時点で即座にタイブレークを適用して大会運営をスムーズに行う工夫がなされているが、本来の野球のルール（公認野球規則）には示されていない制度である。
社会人軟式野球
また、社会人軟式野球のマルハンドリームカップ・全国ベースボールトーナメントにおいても広義の試合のタイブレークに当たる「サドンデス」方式（7回終了時、または7回を満たさなくても90分を経過した時点のイニングで同点で終了した場合、1イニング限定で行う。この場合一死満塁の段階からのスタートで、基本は前回の攻撃終了時の次の打者が打者で、前回の最後の打者から数えて3人を走者とする。表・裏の攻撃で同点だった場合はじゃんけんで決定）が取り入れられている。

#### 学生野球
大学野球
大学野球では2011年の全日本大学野球選手権大会（第60回全日本大学野球選手権記念大会）から決勝を除く全試合で試合のタイブレークが採用されている。これは同年3月に発生した東日本大震災の影響、節電対策の一環として導入された。9回を終えて同点の場合、延長10回から適用され、一死満塁の設定で始まる。東京六大学野球連盟でも新人トーナメント（1・2年生対象の大会）の大会で採用されている（決勝・3位決定戦以外 ただし、無死一・二塁から開始）。東都大学野球連盟では2019年秋季リーグ戦より採用されることになった（9回終了時同点の場合、延長10回から無死一・二塁の継続打順で決着がつくまで行う）。
なお2020年は前述の新型コロナウイルスの流感対策として、多くのリーグ戦で延長10回からタイブレーク（例・関西学生野球リーグでは
、「延長10回以後、無死一・二塁から。打順は9回終了時の継続打順」としている）を採用している。
高校野球（硬式）
高校野球では、選手の体調等への考慮から、国民体育大会・明治神宮野球大会・全国高等学校野球選手権大会・選抜高等学校野球大会などにおいて試合のタイブレークが導入されており、大学野球と同様に、9回を終えて同点の場合、延長10回から無死一・二塁の設定で始まる。なおソフトボール同様、走者が出るため完全試合は途切れるが、ノーヒットノーランについては継続して認められる。また自責点については、当初から出塁している2人の走者の分は対象外となる。
甲子園大会では選手の健康管理を考慮し、2013年夏から準々決勝翌日に休養日を設定したが、雨天が続いた場合および延長戦引き分けによる再試合が発生した場合には、日程の順延により休養日が消滅し大会後半は過密日程となることから、対策を検討していた。先行的に2014年から一部の春季大会の地区大会や都道府県大会、新チーム結成直後の新人戦でも採用したが、これを春の選抜高等学校野球大会、夏の全国高等学校野球選手権大会にも導入するか否かについて議論するため、同年7月、各都道府県高校野球連盟を通じて全加盟校に対しアンケートを行った。アンケート結果は同年8月末までに集計し、11月の理事長会議で、最短で2015年から導入し、甲子園大会前の各都道府県予選大会から実施するとしていた。
その後、2015年度は、春季都道府県・地区ブロック大会に限り、試験的に延長10回から、一死満塁の設定でタイブレークを行うことを決めた。ただしこの時点では、任意打順制にするのか、9回終了時からの継続打順制にするのかについては未定であった。夏季の全国高等学校野球選手権大会と、それの出場権をかけた地方大会、および、翌春の選抜高等学校野球大会と、それの出場校選定審査の参考材料となる秋季都道府県・地区ブロック大会については当面タイブレーク制は導入しないが、2016年度以後については春季都道府県・地区ブロック大会を含め検討するとしていた。
2017年3月の第89回選抜高等学校野球大会で、2試合連続延長15回引き分け再試合が起きたことを受け、高野連は延長タイブレーク制度についての検討を始め、全国各都道府県の参加連盟からアンケートを取ったところ、40都道府県から回答があり、38都道府県は導入に賛成。残り2都道府県は反対、7都道府県は未回答・不明だった。この他、34都道府県では、春季都道府県大会でそれを採用しており、一定の成果があることが確認されたことから、2018年春季の第90回記念選抜高等学校野球大会および夏季の第100回全国高等学校野球選手権記念大会（地方大会を含む）からタイブレーク（延長13回から無死一・二塁の設定）を採用することになった。両大会共に決勝戦ではタイブレーク方式を採用せず、延長15回で引き分けた場合は1回に限り再試合とするが、再試合では準決勝までと同じ形でタイブレーク方式を採用する。
甲子園大会ではタイブレーク方式の導入に伴い、決勝戦を除き延長回数の制限規定は廃止され無制限となった。このため、状況によっては、延長16回以降の攻撃を決着が着くまで実施することになる関係上、試合時間が長くなることもあり、1試合で同じ投手が登板可能なイニング数は1試合当たり最大で通算15回までとすることとなった（例：3回から連続して登板している投手はタイブレーク突入後の延長17回終了までに降板をする必要がある。また、一度降板して捕手や野手に回った選手が、投手として再登板した場合でも、1試合当たり通算15イニングまでしか投球できない）。ただし投球制限による降板後も、守備位置を捕手や野手に変更すれば、ベンチに下がらない限りは、同一の試合に継続して出場可能である。
2021年春季の第93回選抜高等学校野球大会および夏季の第103回全国高等学校野球選手権大会からは決勝戦でもタイブレーク方式が導入されることとなった。これにより決勝戦の延長15回制限は完全に廃止された。
2023年の第95回選抜大会以降はタイブレークの開始イニングが延長13回から延長10回に変更された。
本戦では、第90回記念選抜高等学校野球大会での適用事例はなかったが、第100回全国高等学校野球選手権記念大会第2日目において、1回戦の旭川大学高等学校対佐久長聖高等学校戦で、甲子園における全国大会では春夏通して史上初めて適用された。選抜大会は2021年春季の第93回選抜高等学校野球大会第5日目において、1回戦の常総学院高等学校対敦賀気比高等学校戦で適用された。
地方大会決勝では2021年夏季の第103回全国高等学校野球選手権千葉大会で適用された。
高校軟式野球
高校軟式野球の全国大会では2015年より試合のタイブレークが導入されている。導入の契機となった試合は、前年（2014年）8月に開催された第59回全国高等学校軟式野球選手権大会の準決勝・崇徳対中京戦である。この試合は両校とも本塁が遠く、無得点のまま試合が進み、8月28日から31日の4日間にかけて50イニングを戦うという長丁場となった。この試合を受け、選手の体調面が懸念され、高野連はタイブレーク制の導入を検討。そして、2015年1月22日の高野連軟式委員会で、「決勝戦を除き、延長13回以降は無死一・二塁から継続打順で開始」とするタイブレーク制を導入することが決定された。第60回大会（2015年）の準決勝・能代対上田西戦で初めて適用された。
女子硬式野球
全国高等学校女子硬式野球選抜大会・全国高等学校女子硬式野球選手権大会では2022年現在、全日本女子硬式野球ユース選手権大会でも2021年現在、試合のタイブレークが適用されている。1回戦から準々決勝までは、規定の7回を終えて同点の場合には延長8回表以降、無死一・二塁から継続打順で開始する。準決勝以降は延長9回までを通常の方式で行い、10回表からタイブレークとなる。

### 課題
- タイブレーク導入によって当該試合の決着が付きやすくなるとはいえ、タイブレークの主な目的は大会日程の消化であるため、投手の負担が減るわけではない[49]。そのためタイブレークを導入したとしても2019年秋田県大会の金足農業高・山形琉唯のように延長13回233球を投げるケースもあり、必ずしも選手の負担軽減に繋がるわけではない[50]。

## アメリカンフットボール
NFLでは延長はあっても試合のタイブレークは行われないが、リーグ戦のタイブレークルールが存在する。32チームが2リーグ、さらにはそれが4地区に分かれ、レギュラーシーズンは17試合しかないために同一勝率となるチームが出ることが多い。プレーオフに進むチームを決め、さらにはプレーオフ内のシード順を決めるために複雑なルールが定められている。

## バスケットボール
バスケットボールにおいては、延長はあっても試合単位でタイブレークが行われることは基本的にないが、バスケットボール競技規則8-7項において、ホーム・アンド・アウェー方式で行われる大会でに2試合の合計得点が同点だった場合に、タイブレークとして2試合目終了後に5分間のオーバータイム（決着がつくまで繰り返し）を行うことが定められている。
なお、リーグ戦（ラウンドロビン）では、勝率が並んだ場合、当該チーム間の直接対決で成績が上の方を上位とする方式がNBAおよび国際バスケットボール連盟（FIBA）主催大会で採用されている。

### NBA
NBAプレーオフ#プレーオフの方式変更を参照。

### FIBA
1. 当該チーム間の勝敗
2. 当該チーム間の得失点差
3. 当該チーム間の総得点
4. 全試合の得失点差
5. 全試合の総得点

## カーリング
試合のタイブレークは存在しないが、リーグ戦のタイブレークは頻繁に用いられる。
大会により異なるが、順位を決めるための追加試合を行うことがある。あるいは、試合ごとに行われるドローショットの正確さの指標LSD (Last Stone Draw) を全試合で合計したDSC (Draw Shot Challenge) で決定する場合もある。

## サッカー
サッカーでは、前後半で同点の場合は延長戦もしくはPK戦、またはその両方で決定する。

## ハンドボール
ハンドボールでは、前後半で同点の場合は延長戦を行い、それでも同点の場合は7mスローコンテストを行い決定する。

## バレーボール
延長戦というものは存在しないが、ラリーポイント制の現行ルールでは各セットにおいて得点が24-24（3セット先取の場合は最終第5セットのみ14-14）になった場合、2点差がつくまで延々と続けられる。